# Gottfried-Röhl-Grundschule
Die Gottfried-Röhl-Grundschule ist eine Grundschule im Berliner Ortsteil Wedding im Bezirk Mitte.

## Geschichte
Der Vorläufer der Gottfried-Röhl-Grundschule entstand 1875 als 86. Grundschule auf dem Grundstück Müllerstraße 48. Sie bestand aus einem dreigeschossigen Klinkerbau mit Toilettengebäuden auf dem Schulhof und einer später errichteten, vorgelagerten Turnhalle, die in den 1970er Jahren abgerissen wurden. 1939 wurde sie die 8. und 9. Volksschule. Während des Zweiten Weltkriegs wurde das Gebäude 1943 und 1944 bei alliierten Luftangriffen durch Brandbomben schwer beschädigt. 1950 bestand die Schule 75 Jahre, die Feierlichkeiten hierfür wurden aber erst 1951 begangen, da die Instandsetzung der beschädigten Aula erst im Dezember 1950 erfolgte. Ausbau des ausgebrannten Seitenflügels. Mit der Einführung der sechsklassigen Grundschule wird sie in 3. Grundschule umbenannt. 1952 erhält sie zum 100. Geburtstag von Gottfried Röhl den Namen Gottfried-Röhl-Grundschule. Von 1959 bis 1961 war der spätere Vorsitzende der Gewerkschaft Erziehung und Wissenschaft, Erich Frister, Schulleiter. 1961 kam es zur Grundsteinlegung für das neue Schulgebäude in der Ungarnstraße 75. 1964 konnte man in das neue Schulgebäude in der Ungarnstraße umziehen. 1965 Einrichtung und Eröffnung der Schülerbücherei, die im Juni 1975 wieder geschlossen wurde. 1975 Feier zum 100-jährigen Bestehen der Gottfried-Röhl-Grundschule im September. 1991 Errichtung eines mobilen Pavillons. 1999 Errichtung eines weiteren mobilen Pavillons. Im Sommer 2000 feierte die Schule ihr 125-jähriges Bestehen. Die Schule hat einen Förderverein.
Am 15. Februar 2002 wurde des 150. Geburtstages von Gottfried Röhl gedacht. Das Schulgelände erhielt 2013 aus Sicherheitsgründen eine Zaun und ein Eingangstor an der Ungarnstraße.

## Namensgeber

Gottfried Röhl, 1908

Die Schule erhielt am 2. Februar 1952 zum 100. Geburtstag von Gottfried Röhl dessen Namen. Gottfried Röhl (* 9. Februar 1852 Sinzlow bei Stettin, † 17. Januar 1935 Berlin) war bis 1921 Lehrer an der 86. Gemeindeschule, der Vorläuferschule der Gottfried-Röhl-Grundschule, und in dieser Funktion ein Reformer des Schulsystems. Röhl war Mitglied im Deutschen Lehrerverein und ab 1897 Schriftführer des Berliner Bezirksverbandes. Er gehörte zu den Gründern des Berliner Lehrervereins, dessen zweiter Vorsitzender er war. Von 1904 bis 1921 war er Vorsitzender des Deutschen Lehrervereins. 1912 wurde er vom Berliner Lehrerverein zum Ehrenmitglied ernannt. Nach seiner Pensionierung 1920 ließ er sich erneut zum Vorsitzenden des Berliner Lehrervereins wählen. Er wohnte von 1878 bis 1900 in der Reinickendorfer Straße 20b bzw. 26a, von 1901 bis 1935 in der Seestraße 63, dann 98 und zuletzt im Haus Nummer 97.

## Schulprogramm und Leitbild der Schule
Die Gottfried-Röhl-Grundschule ist eine offene Ganztagsschule, mit einem sehr großen Einzugsbereich, der auch einige Straßen aus „Sozialen Brennpunktgebieten“ erfasst und sich bis in den benachbarten Ortsteil Berlin-Reinickendorf erstreckt. Einige Straßenzüge, die in den letzten Jahren zum Einzugsgebiet neu hinzugekommen sind, liegen jenseits der Müllerstraße und zählen zu den Brennpunktbereichen des Weddings. Der Anteil an Schülern nichtdeutscher Herkunftssprache betrug im Schuljahr 2015/16 63,5 % und erreichte im Schuljahr 2013/14 seinen bisherigen Höhepunkt mit 74,4 %. Im Schuljahr 2005/06 stammten etwa 40 % der Kinder aus sozial schwachen Familien, die Sozialhilfe, Wohngeld o. ä. zum Lebensunterhalt erhielten. Dieser Anteil liegt inzwischen bei 80 %.
Im Hortbereich gibt es seit August 2011 eine Zusammenarbeit mit dem FiPP e. V. (Fortbildungsinstitut für die pädagogische Praxis) für die Bildung, Betreuung und Erziehung der Kinder im Ganztagsbereich und in der „verlässlichen Halbtagsgrundschule“ (VGH), sodass neben den Betreuungszeiten der VHG von 7:30 bis 13:40 Uhr die Ganztagsbetreuung in der Zeit zwischen 6 und 18 Uhr angeboten werden kann.
Die Schule führt verschiedene Projekte durch, die eine lebensnahe Unterrichtsform bieten sollen. Hierzu gehört beispielsweise die im November 2015 erstmals durchgeführte „Literarische Woche“, bei der Schüler der 4.–6. Klasse gemeinsam mit Schriftstellern arbeiten und schreiben konnten. Regelmäßig finden Lesewettbewerbe und ein Leseprojekttag statt. Jeden Dienstag besucht der Bücherbus die Schule. Darüber hinaus sind seit den 2010er Jahren zwei Honorarkräfte für die Durchführung der PC- und Werk-AG sowie für die Leitung der Tanz-AG zuständig. Weiterhin gibt es einen Fachraum für Kunst und einen für Naturwissenschaften, der mit einer außerordentlich gut ausgestatteten Küche multifunktional für Unterricht, AGs und Freizeit genutzt wird. Für die Unterstützung der Lernentwicklung existieren besondere Lernguppen- und Lerntherapieangebote. Einen besonderen Platz hat die sprachliche Förderung. Mehrere Lehrkräfte verfügen über eine Zusatzqualifikation im Bereich Deutsch als Zweitsprache, die seit dem Schuljahr 2015/16 durch Studentinnen unterstützt werden. 
Die Röhl-Akademie unterstützt Lehrerfortbildung und Coaching für Lehrernachwuchs und Quereinsteiger.
Im Rahmen eines Studientages im April 2005 wurde gemeinsam mit Eltern und Lehrern ein Leitbild für die pädagogischen Grundsätze für Unterricht und Erziehung erarbeitet. Dabei wurden vier Schwerpunkte thematisiert:
Teamarbeit, Soziale Kompetenz, Gesundheit und Unterrichtsarbeit,
die in der Folgezeit konkretisiert wurden und die folgenden Ziele beschreiben:
- Die Gottfried-Röhl-Schule ist eine schöne Schule
 Unsere Schularchitektur ist geprägt von hellen und großen Klassenräumen in gut gegliederter Pavillonbauweise. Unsere Kinder nutzen in den Pausen und im Ganztag eine parkähnliche Schulhoflandschaft, die wir pädagogisch weiterentwickeln.
- Die Gottfried-Röhl-Schule ist eine vielfältige Schule
 Wir möchten allen unseren Kindern die Möglichkeit geben, ihre Stärken zu entdecken und auszubauen. Dazu bieten wir vielfältige Arbeitsgemeinschaften, Veranstaltungsreihen und Projekte an, die im Zusammenhang mit unserer Profilbildung im Sportbereich, im musisch-künstlerischen Bereich und im sprachlich-literarischen Bereich stehen.
- Die Gottfried-Röhl-Schule ist eine gesunde Schule
 Wir legen großen Wert auf einen respektvollen Umgang aller am Schulleben Beteiligten. Es ist unser Bestreben, unseren Kindern eine gesunderhaltende Lebensweise zu vermitteln. Teamarbeit ist uns wichtig.
- Die Gottfried-Röhl-Schule ist eine moderne Schule
 Unsere Schule legt großen Wert auf Medienbildung und verfügt über eine sehr gute Ausstattung an Computern, elektronischen Unterrichtstafeln und allen anderen modernen Medien.

Das Schulprogramm wird derzeit weiterentwickelt.

## Architektur
Die 1961–1964 in der Siedlung Schillerhöhe errichtete Gottfried-Röhl-Grundschule stellt einen wichtigen Abschnitt in der Entwicklung des Schulbaus dar. Der aus Hamburg übernommene „Kreuzbau“ versprach eine funktionale und kostengünstige Bauweise. Die auf einem großzügigen, begrünten Grundstück errichtete Schulanlage besteht aus drei doppelgeschossigen kreuzförmigen Pavillons mit Klassen- und Fachräumen, einen kleineren Vorklassenpavillon, die alle um einen gemeinsamen Pausenhof angeordnet sind, dem zweigeschossigen Verwaltungsgebäude und der Turnhalle. Da die Schule in den 1990er Jahren erheblich höhere Schülerzahlen hatte, wurden zwei mobile Pavillons zusätzlich aufgestellt und der Vorklassenpavillon abgerissen. Alle Bauten sind durch pergolaähnliche Gänge verbunden. Die tragenden Stahlbetonelemente sind farblich durch einen grauen Anstrich betont, und durch farbige Asbestzementplatten, weiße Keramikplatten für die Brüstungsflächen und Waschbetonplatten an den Schmalseiten verkleidet. Der Gebäudekomplex ist ein anschauliches Beispiel für die deutsche Nachkriegsmoderne. Das Schulgrundstück ist gegenüber der Straße und den direkt dahinterliegenden Schillerpark offen und bis 2013 durch keinen Zaun abgegrenzt. Die Schule ist ein gelistetes Baudenkmal.

## Ehemalige Lehrer
- Erich Frister (1927–2005), Gewerkschafter, Gewerkschaft Erziehung und Wissenschaft (GEW)
- Charlotte Sarcander (1913–1968), Journalistin, Jugendbuchautorin, Schriftstellerin

## Ehemalige Schüler
- Peter Enders (* 1948), Fußballspieler[5]